# Ghul

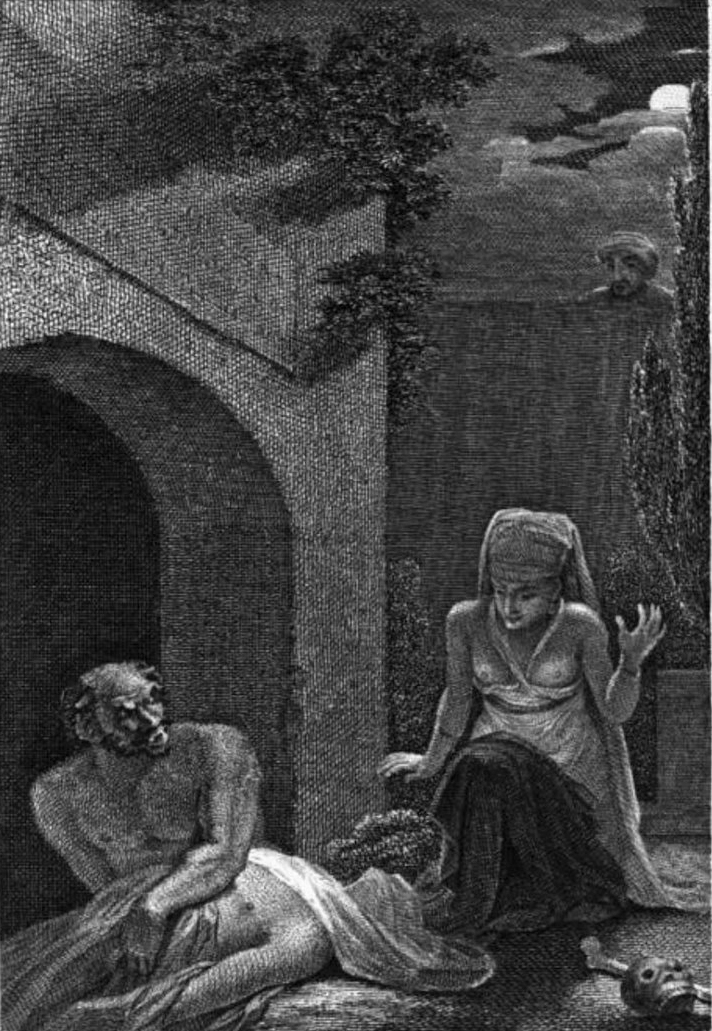
Amine wird mit dem Goule entdeckt, Illustration zur Geschichte Sidi Nouman aus Tausendundeine Nacht

Ein Ghul (arabisch غُول, DMG ġūl [ɣuːl]) ist ein üblicherweise leichenfressendes Fabelwesen und erscheint in verschiedenen mythologischen und literarischen Formen. Das Wort stammt aus dem klassischen Arabisch und hat seinen Ursprung in der Wurzel غ-و-ل (ġ-w-l), die so viel wie verschlingen, fortraffen, wegnehmen oder auslöschen bedeutet. Das Wort wurde als ghoul ins Englische  übernommen, z. B. durch Übersetzungen von Tausendundeine Nacht. Das weibliche Gegenstück zum Ghul wird Ghula genannt. In zahlreichen persisch-arabischen Mythen und Märchen, vor allem in den Erzählungen aus Tausendundeiner Nacht, spielen Ghule eine Rolle.

## Traditionelle Darstellungen

### Persische und arabische Kulturen
Bereits in den vorislamischen persischen und arabischen Kulturen wird der Gul als unheimlicher Wüsten-Dämon beschrieben, der in verschiedene Gestalten schlüpfen kann und Reisende in der Wüste oder im Wald vom Weg ablockt, um sie zu verschlingen. Nur seine Füße bleiben stets Eselshufe, wodurch der Ghul erkannt werden kann. Mit dem Aufkommen des Islams wurde der Ghul in das Weltbild der Dschinne integriert und die Vorstellung erweitert. Die islamische Literatur und Folklore übernahm die vorislamischen Überlieferungen und ergänzte sie durch theologische Konzepte. Als Dschinn kann der Ghul sich zum Islam bekennen und lässt dadurch seine wilde und gefährliche Natur hinter sich und könnte den Menschen freundlich gesinnt sein.

### Europa

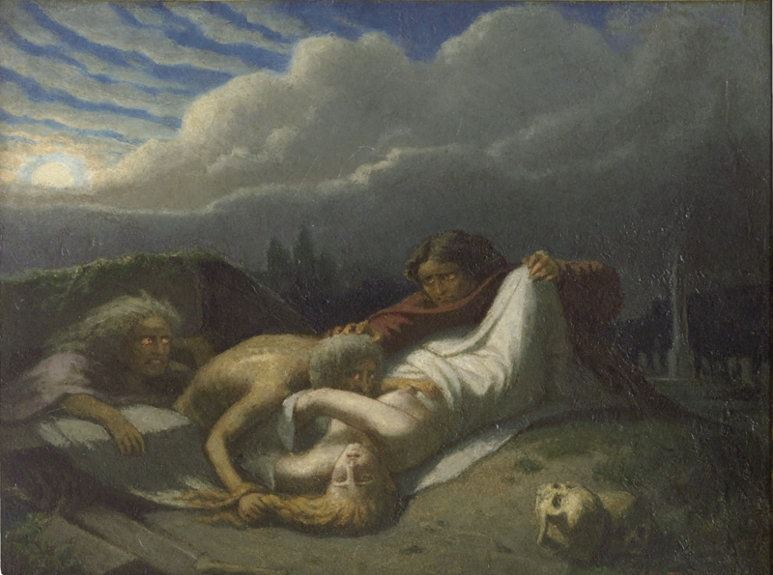
Ghule. Gemälde von Eugene Roger (1807–1840)

In der klassischen europäischen Literatur und Mythologie ist der menschen- und leichenfressende Ghul im eigentlichen Sinn nicht anzutreffen. Erst nach der Veröffentlichung der Erzählungen aus Tausendundeine Nacht in Europa wurde der Ghul dort zum Begriff. Eine romantische Variante des Motivs findet sich in E.T.A. Hoffmanns Erzählung Vampirismus aus seinem Erzählzyklus Die Serapionsbrüder. Im 20. Jahrhundert erlangte der Ghul mehr Bekanntheit, besonders durch die Schauerliteratur des amerikanischen Schriftstellers H. P. Lovecraft, der stark durch diese Sammlung von Erzählungen beeinflusst wurde. In Lovecrafts Werken haben Ghule hundeähnliche Gesichtszüge und leben unterirdisch in der Nähe von Friedhöfen gemeinschaftlich zusammen.

### Literatur

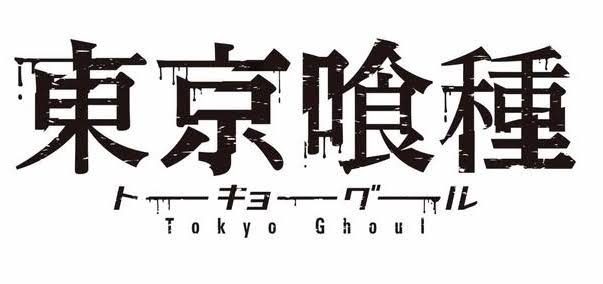
In Tokyo Ghoul sind Ghule eine eigene Gesellschaft, tarnen sich als Menschen und können sich nur von Menschenfleisch ernähren.

## Moderne Darstellungen

### Rollenspiele
In Fantasy-Rollenspielen tauchen Ghule ebenfalls häufig als zu überwindende Gegner auf und haben meist die Gemeinsamkeit, sich von Leichen zu ernähren. Die besonderen Eigenschaften können aber auch hier stark variieren.
So sind Ghule im Pen-&-Paper-Rollenspiel Vampire: The Masquerade normale Menschen, die einmal im Monat das Blut ihrer Vampirmeister zu trinken bekommen. Dieser Konsum macht sie stärker, heilt Wunden und stoppt jede Alterung, führt aber auch zur Sucht. Bricht die Nachfuhr von Vampirblut ab, so wird die natürliche Alterung nachgeholt, was bei jahrhundertealten Ghulen bedeutet, dass sie zu Staub zerfallen.
Ähnliche Ghul-Arten lassen sich auch in anderen Rollenspielen finden, wie zum Beispiel im Rollenspiel The Witcher. Dort treten sie ebenfalls als Leichen fressende Monster auf, und es gibt einige Unterarten.

### Spielfilm und Serie
Im Film wird der Begriff Ghul oft für wiederbelebte Tote – Untote – verwendet, darunter vor allem Zombies und Vampire. Im britischen Film The Ghoul von 1933 wird der von Boris Karloff dargestellte Wiedergänger als titelgebender Ghul bezeichnet. Dies ist die erste Verwendung des Begriffs in einem Langfilm.
Der Film-Regisseur Ed Wood drehte mehrere Filme um das Fabelwesen, darunter Plan 9 aus dem Weltall und Night of the Ghouls. Einen gewissen Kultstatus erlangte die Spielfilm-Tetralogie Ghoulies I–IV (USA 1983–1994).
Im Film Die Nacht der lebenden Toten von 1968 ist in der englischen Originalversion von Ghulen die Rede, nie von Zombies. George A. Romero hatte eine Darstellung von Zombies nicht beabsichtigt.
In der 2018 veröffentlichten Netflix-Miniserie Ghul erscheint das titelgebende Monster als mörderischer Gestaltwandler, der mit menschlichem Blut beschworen werden kann.
Bei Supernatural (Folge 4x19 „Grabräuber“) kommen Ghule als Leichenfresser vor. In der Serie können sie die Gestalt ihrer Opfer annehmen und pflegen untereinander familiäre Beziehungen.

### Musik
Morbid Angel widmen sich 1989 dem Thema mit den Lied Chapel of Ghouls auf ihrem Debütalbum Altars of Madness.
Michael Jackson thematisiert Ghule in seinen Songs Thriller auf dem gleichnamigen Album von 1982 sowie Ghosts und Is It Scary auf dem Album Blood on the Dance Floor von 1997 und im begleitenden Kurzfilm Ghosts.

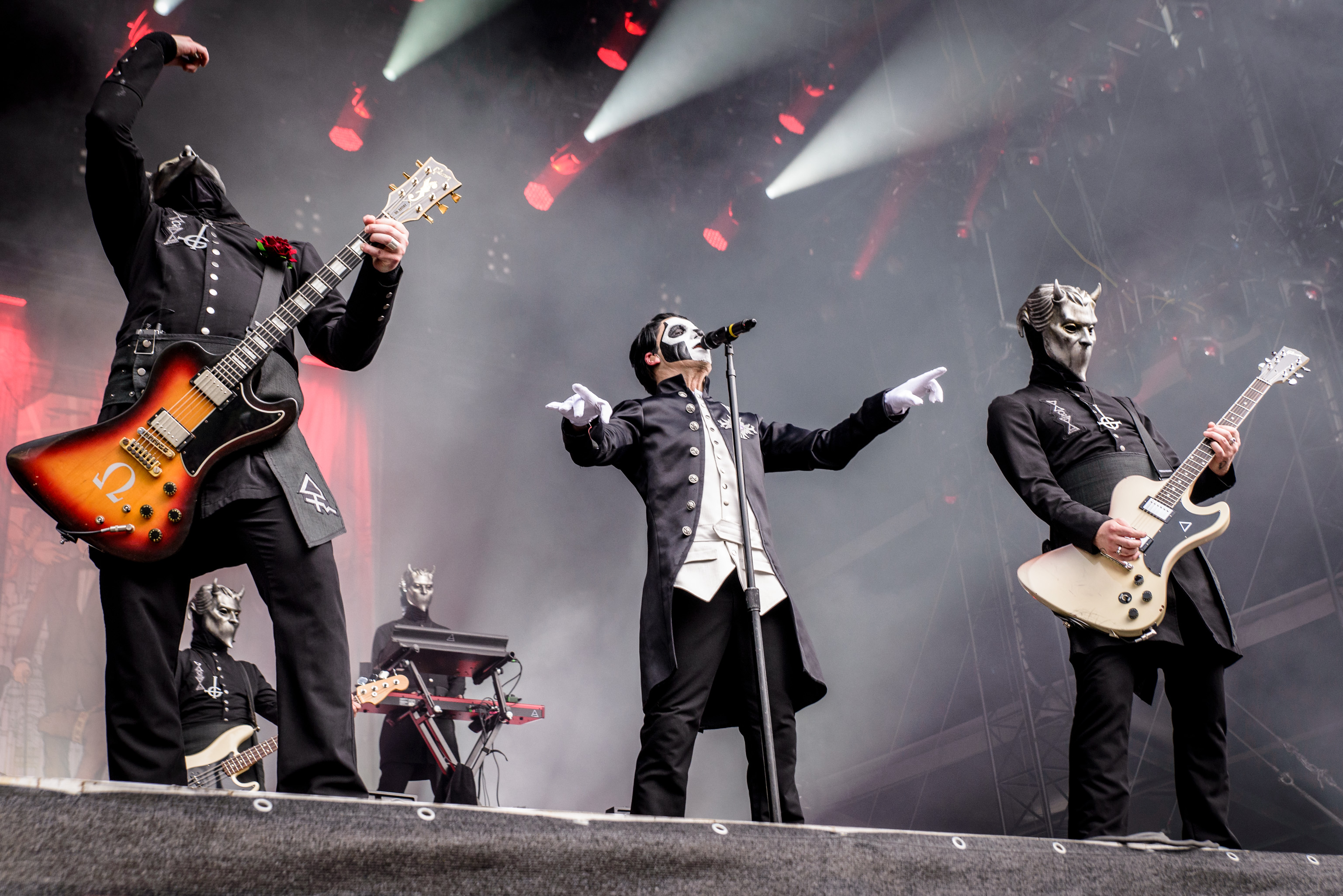
Die anonymen Mitglieder der Band Ghost werden jeweils als 'namenloser Ghul‘ angegeben

Die maskierten und anonymen Mitglieder der 2006 gegründeten Band Ghost werden jeweils mit „A Nameless Ghoul“ (engl. ‚Ein namenloser Ghul‘) angegeben. In ihrem Song Ghuleh / Zombie Queen von 2013 spielt ein weiblicher Ghul, welcher sich im Mondlicht in eine anmutige Gestalt verwandelt, die Hauptrolle.
In Alice Coopers 2011 erschienenen Album Welcome 2 My Nightmare erzählt das Lied Ghoules Gone Wild von wildgewordenen Ghoulen.
Die niederländische Symphonic-Black-Metal-Band Carach Angren behandelt das Thema auf ihrem 2020 erschienenen Album Franckensteina Strataemontanus im Lied Scourged Ghoul Undead.

### Videospiele
In Computerspielen wird Ghul gelegentlich als Bezeichnung genutzt, die auch hier häufig vom historischen Kontext losgelöst ist.

In Warcraft 3 heißt eine untote Kampfeinheit Ghul

- In Warcraft 3 heißt eine untote Kampfeinheit GhulIm Echtzeit-Strategiespiel Warcraft 3 heißt eine untote Kampf- und Arbeitseinheit Ghul, die durch den Verzehr von Leichen schnell Lebenspunkte regeneriert. Sie kommt ebenfalls im Online-Rollenspiel World of Warcraft sowie im Online-Sammelkartenspiel Hearthstone vor.
- In der Fallout-Reihe, die nach einem nuklearen Weltkrieg angesiedelt ist, tauchen Ghule als entweder normale, durch Radioaktivität mutierte Menschen oder als menschenfressende Bestien auf.
- Im Spiel Dark Messiah of Might and Magic kommen Ghule als Gefangene zwischen Leben und Tod sowie als Ausgeschlossene aus dem Kreis der Wiedergeburt vor, es sind Menschen, welche in Ghule verwandelt wurden.
- In den Spielen Risen und Risen 2 Dark Waters sind Ghule schwarze, koboldähnliche Wesen, welche die Leiche des Spielers nach dessen Tod verzehren.

## Orte

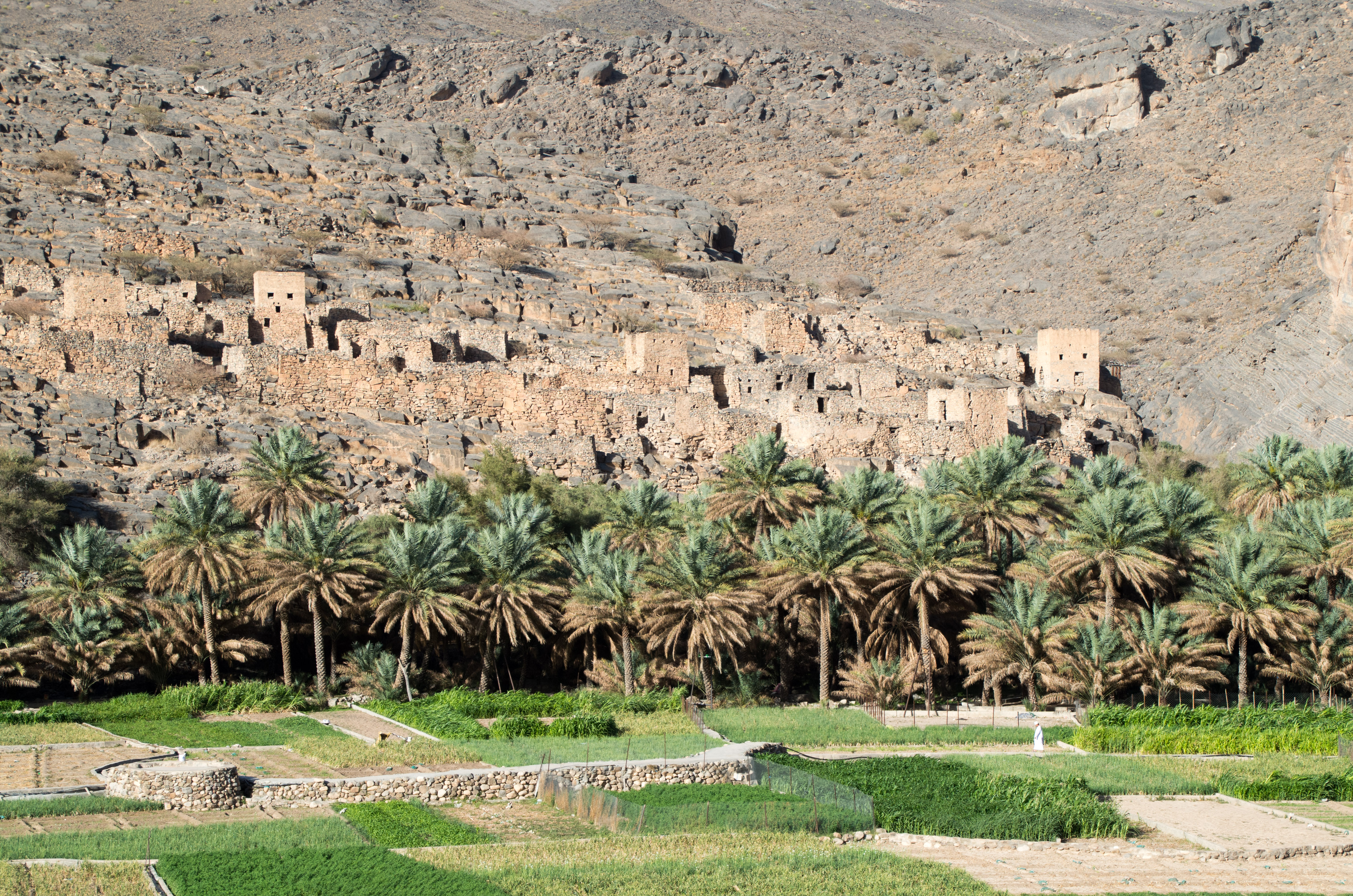
Der verlassene Ort Ghul im Wadi Ghul

Im Sultanat Oman gibt es einen verlassenen Ort namens Ghul, der am Rand des gleichnamigen Wadis im westlichen Hadschar-Gebirge liegt. Der Name des Ortes und des Wadis ist vermutlich eine Anspielung auf die abgelegene, unheimlich wirkende Landschaft und lokale Überlieferungen. In regionalen Erzählungen wurde der Ort mit Schlangenbefall und unheimliche Erscheinungen in Verbindung gebracht, was die Namenswahl beeinflusst haben könnte.